# Alfred Jarry
Alfred Jarry (n. 8 septembrie 1873, Laval, Pays de la Loire, Franța – d. 1 noiembrie 1907, Paris, Franța) a fost un scriitor francez.
Opera sa literară, care se înscrie în domeniul absurdului, grotescului, este considerată ca precursoare a suprarealismului.

## Scrieri
- 1894: Clipe de nisip, Memorial ("Les Minutes de sable. Mémorial")
- 1895: César-Antéchrist
- 1897: Zillele și nopțile ("Les jours et les nuits")
- 1897: Ubu rege ("Ubu roi"), opera sa reprezentativă, satiră la adresa autorității obtuze și barbare și al burgheziei birocratice
- 1901: Messaline
- 1902: Supervirilul ("Le Surmâle")
- 1911: Faptele și opiniile doctorului Faustroll ("Gestes et opinions du docteur Faustroll, pataphysicien"), roman care conține un comic de calitate, rezultat din contradicția dintre logică și extravaganță.

## Vezi și
- Listă de dramaturgi francezi
- Listă de piese de teatru franceze